# Terapias contextuales
Las terapias contextuales, también conocidas como terapias de tercera generación, representan un enfoque innovador en el campo de la psicología y la psicoterapia. A diferencia de las terapias de primera y segunda generación, que se centran en la modificación de pensamientos y comportamientos, las terapias contextuales se enfocan en la relación del individuo con sus pensamientos, emociones y experiencias. Este enfoque busca fomentar una mayor flexibilidad psicológica y la aceptación de experiencias internas, promoviendo así un desarrollo personal y emocional más saludable.

## Orígenes y Desarrollo
El concepto de terapias contextuales surge a partir de las críticas a las terapias tradicionales, que a menudo se enfocan en la eliminación de síntomas o en el cambio directo de pensamientos disfuncionales. A mediados de la década de 1990, un grupo de psicólogos y terapeutas comenzó a desarrollar nuevas formas de intervención que integraban elementos de la teoría de sistemas, la filosofía existencial y la investigación en el campo de la salud mental. Entre estas nuevas modalidades, destacan la Terapia de Aceptación y Compromiso (ACT), la Terapia Dialéctico Conductual (DBT) y la Psicoterapia anaítico-funcional (RCT).
Los componentes principales de las terapias contextuales son los siguientes:
1. Aceptación: Se promueve la aceptación de pensamientos y sentimientos difíciles en lugar de luchar contra ellos. Este enfoque permite a los individuos experimentar sus emociones sin ser dominados por ellas.
2. Atención plena o Mindfulness: Se incorporan prácticas de atención plena que ayudan a las personas a mantenerse presentes y conscientes de sus experiencias momentáneas, fomentando un mayor entendimiento de sus patrones de pensamiento y comportamiento. [5]
3. Valores Personales: Las terapias contextuales enfatizan la importancia de identificar y actuar en función de los valores personales, ayudando a los individuos a tomar decisiones que estén alineadas con lo que realmente valoran en la vida.
4. Flexibilidad Psicológica: Se busca desarrollar la capacidad de adaptarse a diversas situaciones y experiencias, promoviendo una mayor resiliencia y bienestar emocional.

## Terapia de Aceptación y Compromiso
La Terapia de Aceptación y Compromiso (ACT) es una de las modalidades más populares de las terapias contextuales. ACT combina estrategias de aceptación y mindfulness con métodos de cambio de comportamiento. Su objetivo es ayudar a las personas a vivir una vida significativa y valiosa, a pesar de las dificultades que puedan enfrentar.  A través de ejercicios específicos, los individuos aprenden a observar sus pensamientos y sentimientos sin juzgarlos y a comprometerse con acciones que reflejan sus valores más profundos. 

## Terapia Dialéctica Conductual (DBT)
La Terapia Dialéctico Conductual (DBT), desarrollada por Marsha Linehan, se centra en el tratamiento de trastornos de la personalidad, particularmente el trastorno límite de la personalidad (TLP).  Combina elementos de la terapia cognitiva conductual con prácticas de mindfulness. La DBT enfatiza la validación emocional y la regulación emocional, ayudando a los individuos a manejar sus emociones intensas y a mejorar sus relaciones interpersonales. 

## Psicoterapia analítico-funcional (FAP)
La Psicoterapia analítico-funcional (FAP) es otro enfoque dentro de las terapias contextuales que se centra en la importancia de las relaciones interpersonales en la salud mental. FAP enfatiza la interconexión de las experiencias individuales y sociales, reconociendo que nuestras relaciones influyen en nuestra percepción de nosotros mismos y del mundo. Este enfoque busca ayudar a los individuos a entender y mejorar sus relaciones, lo que a su vez contribuye a su bienestar emocional.

## Aplicaciones clínicas y efectividad
Las terapias contextuales han demostrado ser efectivas para una variedad de trastornos psicológicos, incluyendo la depresión, la ansiedad, los trastornos de la personalidad y el manejo del dolor crónico. Numerosos estudios han respaldado la eficacia de estas terapias, mostrando que los individuos que participan en tratamientos basados en estos enfoques a menudo experimentan una reducción significativa de los síntomas y una mejora en la calidad de vida.

## Conclusión
Las terapias contextuales representan un avance significativo en la psicoterapia moderna, ofreciendo un enfoque holístico y flexible que desafía las nociones tradicionales del tratamiento psicológico. Al centrarse en la aceptación, la conciencia plena y la alineación con los valores personales, estas terapias proporcionan a los individuos herramientas poderosas para enfrentar los desafíos de la vida y cultivar un bienestar emocional duradero. A medida que la investigación en este campo continúa expandiéndose, es probable que las terapias contextuales sigan desempeñando un papel crucial en la evolución de la psicología y la salud mental.